# Single cable distribution
Single Cable Distribution (SCD, også set kaldet unicable) er en satellit radiofoni teknologi, som muliggør levering af radiofonikanaler til flere brugere over et enkelt koaksialkabel - og overflødiggør de talrige kabler som er nødvendig til at understøtte forbrugerelektronikenheder som fx to-tuner digitale videooptagere (DVRs).